# Токаитиба (станция, Канагава)
Станция Токаитиба (яп. 十日市場駅 То:каитиба-эки) — японская железнодорожная станция на линии Иокогама. Находится в районе Мидори города Иокогама. Обслуживается компанией JR East.
Станция Токаитиба была открыта 1 апреля 1979 года, в один день со станцией Нарусэ на линии Иокогама. Сначала она обслуживалась компанией JNR, но после её приватизации 1 апреля 1897 года перешла под контроль JR East.
Токаитиба — наземная станция, имеет одну платформу островного типа, к которой с обеих сторон подходят пути. Начало движения поездов на станции — 4:55 утра, завершение — 0:40 ночи вне зависимости от дня недели. Местные поезда (яп. 各駅停車 какуэки тэйся) на Токаитибе останавливаются, а скорые (яп. 快速 кайсоку) — проезжают. Пересадок на другие железнодорожные линии нет, но рядом со станцией есть автобусная остановка.
Согласно статистике на 2022 год, в день на Токаитибе садится на поезд в среднем 17 611 человек.

## Пути
| 1 | ■Линия Иокогама | до станций Матида, Хасимото, Хатиодзи                                    |
| 2 | ■Линия Иокогама | до станций Син-Иокогама, Кикуна, Хигаси-Канагава, Иокогама, Исого, Офуна |

## Соседние станции
| «              | «              | Вид обслуживания | »              | »              |
| Линия Иокогама | Линия Иокогама | Линия Иокогама   | Линия Иокогама | Линия Иокогама |
| -------------- | -------------- | ---------------- | -------------- | -------------- |
| Накаяма        | Накаяма        | Местные поезда   | Нагацута       | Нагацута       |